# Remi Sonaiya
Oluremi Comfort Sonaiya (née le 2 mars 1955), est une femme politique, pédagogue et écrivaine nigériane. Elle a été la seule femme candidate à l'élection présidentielle du Nigeria en 2015 en tant que représentante du parti KOWA,.

## Enfance et formation
Sonaiya est née à Ibadan, la capitale de l'Etat d'Oyo, où elle a accompli ses études primaires et secondaires, dans les écoles St. Luke's Demonstration et St. Anne. En 1977, elle est licenciée de l'Université d'Ife (maintenant l'Université Obafemi Awolowo), où elle a étudié le français. Elle a ensuite obtenu une Maîtrise ès Arts en Littérature française de l'Université Cornell aux États-unis, et une autre maîtrise en Linguistique d'une université au Nigeria, en 1984. Elle est retournée à l'université Cornell en 1988 pour un Doctorat en Linguistique.

## Carrière
En 1982, Sonaiya a commencé à travailler comme Assistante chargée de cours au Département de Langues Étrangères de l'Université Obafemi Awolowo. Elle devient ensuite Professeure de Langue française et de Linguistique Appliquée en 2004,. Elle est membre de la Fondation Alexander von Humboldt , pour laquelle elle a été Ambassadrice Scientifique de 2008 à 2014.
En 2010, elle a pris sa retraite de son poste à l'Université Obafemi Awolowo et s'est engagée politiquement; elle a rejoint le Parti KOWA, où elle a été élue Chargée de Relations Publiques au niveau national. Elle a été la candidate du parti à l'élection présidentielle de 2015,,,,. Lors de l'élection, Sonaiya a reçu 13,076 voix, ce qui l'a placée à la 12e place sur quatorze.

## Publications
Elle est chroniqueuse pour La Niche,, un journal en ligne nigérian, et elle a publié plusieurs ouvrages, dont:
- Culture and Identity on Stage: Social-political Concerns and Enactments in Contemporary African Performing Arts (2001)  (ISBN 9789782015785)
- Language Matters: Exploring the Dimensions of Multilingualism (2007)[15]
- A Trust to Earn – Reflections on Life and Leadership in Nigeria (2010)  (ISBN 9789789115983)
- Igniting Consciousness – Nigeria and Other Riddles (2013)  (ISBN 9785108473)
- Daybreak Nigeria – This Nation Must Rise! (2014)  (ISBN 9789785205732)

## Vie privée
Remi Sonaiya est mariée à Babafunso Sonaiya, un professeur de biologie animale. Ils ont un fils, une fille et des petits-enfants.